# Is Anybody Out There?
"Is Anybody Out There?" é uma canção do rapper K'naan com a participação da cantora canadense Nelly Furtado. A canção foi extraída como primeiro e único single do extended play More Beautiful Than Silence, lançado pelo rapper K'naan em 2012.

## Lista de faixas
Download digital
1. Is Anybody Out There? (feat. Nelly Furtado) — (3:58)[1]

## Posições nas paradas musicais
| Parada (2012)                                  | Melhor posição |
| ---------------------------------------------- | -------------- |
| Áustria (Ö3 Austria Top 75)                    | 13             |
| Bélgica (Ultratip Bubbling Under de Flandres)  | 13             |
| Bélgica (Ultratip Bubbling Under da Valônia)   | 21             |
| Canadá - Canadian Hot 100                      | 14             |
| República Checa (Rádio Top 100)                | 38             |
| O campo songid é OBRIGATÓRIO PARA PARADA ALEMÃ | 11             |
| Países Baixos (Dutch Top 40)                   | 15             |
| Nova Zelândia (Recorded Music NZ)              | 1              |
| Polónia - ZPAV                                 | 1              |
| Eslováquia (Rádio Top 100)                     | 15             |
| Suíça (Schweizer Hitparade)                    | 20             |
| US - Billboard Hot 100                         | 92             |
| US - Pop Songs (Billboard)                     | 27             |